# Hammaptera sabrosa
Hammaptera sabrosa là một loài bướm đêm trong họ Geometridae.